# Raymond Pannier
Raymond Pannier  (né le 12 février 1961 à Saint-Quentin-en-Yvelines) est un athlète français, spécialiste du 3 000 mètres steeple.

## Biographie
Il remporte deux titres de champion de France du 3 000 m steeple, en 1987 et 1988, et un titre de champion de France en salle du 1 500 m, en 1985. 
Il participe aux Jeux olympiques de 1988, à Séoul, et se classe 12e de la finale du 3 000 m steeple.

### Palmarès
- Championnats de France d'athlétisme :
  - vainqueur du 3 000 m steeple en 1987 et 1988.
- Championnats de France d'athlétisme en salle :
  - vainqueur du 1 500 m en 1985.

### Records
| Épreuve         | Performance   | Lieu | Date |
| --------------- | ------------- | ---- | ---- |
| 1 500 m         | 3 min 40 s 5  |      | 1982 |
| 3 000 m steeple | 8 min 13 s 88 |      | 1987 |